# Pedro Berruguete
Pedro Berruguete (1450 Paredes de Nava, dnes provincie Palencia – 1504) byl španělský malíř. Stylově patří k přechodné fázi mezi gotikou a renesancí, je považován za prvního španělského výtvarného umělce pracujícího v renesančním stylu.
Pedro Berruguete se narodil ve španělském Paredes de Nava. V roce 1480 odcestoval do Itálie na dvůr Federica da Montefeltro v Urbinu, kde pracoval s Joosem van Wassenhovem (Justus z Gentu). V Urbinu se dostal do kontaktu s díly Melozza da Forlìho a Piera della Francesca. Pravděpodobně ve spolupráci Berrugueta a Justa z Gentu vznikla řada portrétů slavných mužů, dnes vystavená v Louvru a v Galleria Nazionale delle Marche v Urbinu.

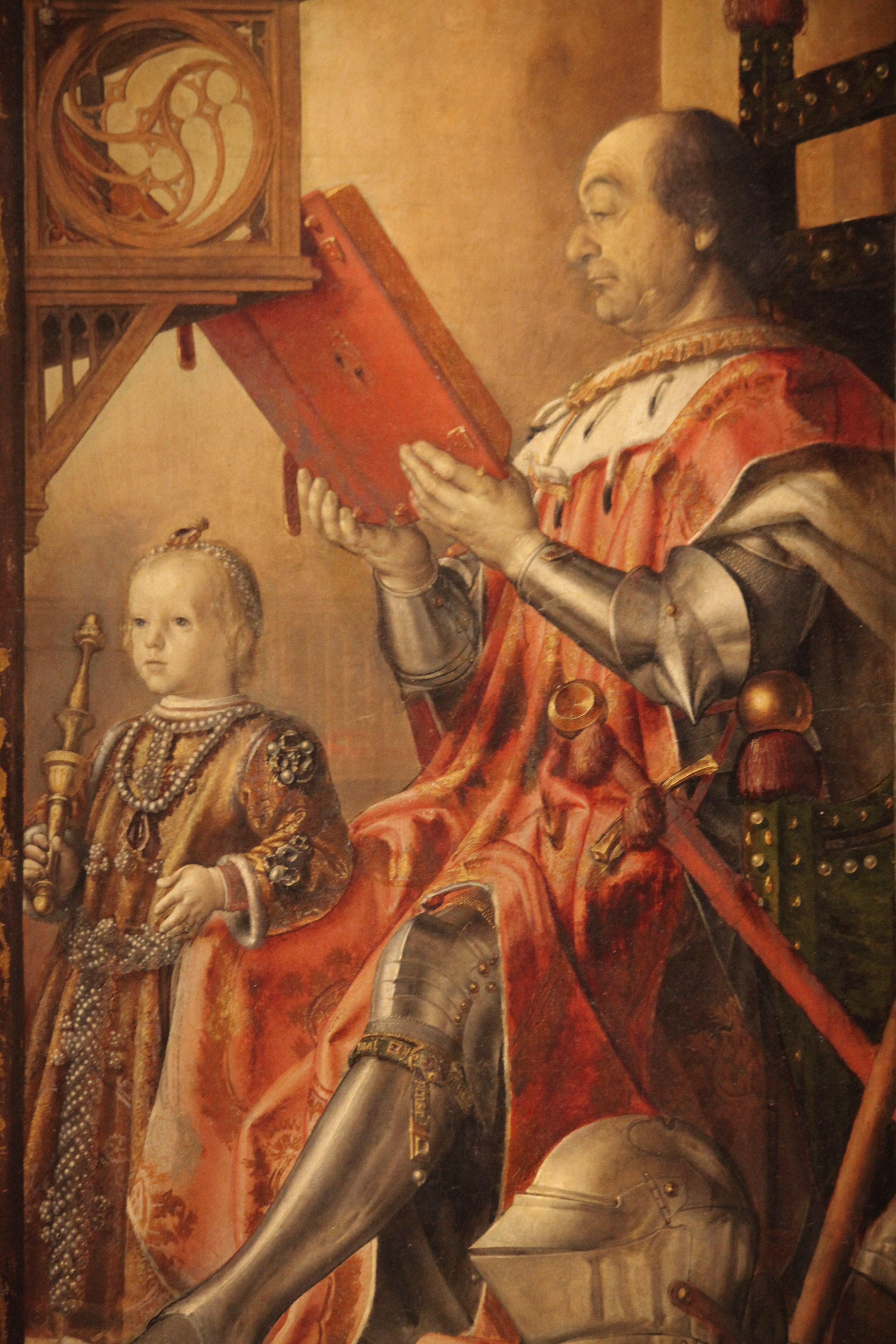
Pedro Berruguete: Federico da Montefeltro a jeho syn Guidobaldo, kolem roku 1475

V roce 1482 se Berruguete vrátil do Španělska. Pracoval v několika městech, včetně Sevilly, Toleda a Ávily. Mezi jeho děti patří významný sochař Alonso Berruguete.